# Badhagachhi
Badhagachhi è una suddivisione dell'India, classificata come census town, di 4.718 abitanti, situata nel distretto di Hooghly, nello stato federato del Bengala Occidentale. In base al numero di abitanti la città rientra nella classe VI (meno di 5.000 persone).

## Geografia fisica
La città è situata a 23° 11' 53 N e 88° 24' 32 E.

## Società

### Evoluzione demografica
Al censimento del 2001 la popolazione di Badhagachhi assommava a 4.718 persone, delle quali 2.415 maschi e 2.303 femmine. I bambini di età inferiore o uguale ai sei anni assommavano a 509, dei quali 274 maschi e 235 femmine. Infine, coloro che erano in grado di saper almeno leggere e scrivere erano 3.317, dei quali 1.807 maschi e 1.510 femmine.